# Fernando Piña
Fernando Piña (* 12. August 1966 in Morelia, Michoacán) ist ein ehemaliger mexikanischer Fußballspieler auf der Position des Torwarts, der seit mindestens 2012 als Torwarttrainer der mexikanischen U-20-Nationalmannschaft fungiert.

## Laufbahn
Piña stand während eines Großteils seiner Laufbahn als Profispieler bei seinem Heimatverein Atlético Morelia unter Vertrag, für den er allerdings nur zu insgesamt 27 Einsätzen in der mexikanischen Primera División kam. Sein Debüt in der höchsten mexikanischen Spielklasse bestritt er am 6. September 1987 in einem Heimspiel gegen Ángeles de Puebla, das 5:0 gewonnen wurde. Seinen letzten Einsatz in der ersten Liga absolvierte er am 22. November 1998 in einem Auswärtsspiel beim Club León (0:2), bei dem Piña anschließend unter Vertrag stand.